# Basílica Santuario de Nuestra Señora de Guadalupe (San Luis Potosí)
La Basílica Santuario de Nuestra Señora de Guadalupe es un edificio católico ubicado en la Calzada de Guadalupe del centro histórico de la ciudad de San Luis Potosí, San Luis Potosí, México. El templo es catalogado como monumento histórico por el Instituto Nacional de Antropología e Historia (INAH) para su preservación. El papa Juan Pablo II le concedió el título litúrgico de basílica menor por breve apostólico el 27 de mayo de 1991.

## Historia
Los orígenes de la basílica remontan al culto de veneración de Nuestra Señora de Guadalupe que se le apareció cuatro veces a Juan Diego Cuauhtlatoatzin en el Cerro del Tepeyac y su último encuentro milagroso fue el 12 de diciembre de 1531 de acuerdo a la tradición. En San Luis Potosí la veneración comenzó cuando se trajo una imagen de la virgen desde la Ciudad de México y se colocó en un altar de la Iglesia de San Francisco. Se proyectó la construcción de una ermita en 1654. La ermita estuvo dedicada a la advocación mariana desde 1656 hasta 1772 cuando los clérigos tomaron la decisión de construir un templo más grande, colocando la primera piedra del nuevo templo el 27 de septiembre de 1772.
El actual santuario de Nuestra Señora de Guadalupe es obra del arquitecto madrileño Felipe Cleere, quien era el “tesorero oficial del Virrey y destinado a recaudar el quinto de los metales beneficiados que le correspondían al Rey de España”. Cleere también diseñó la Caja Real y el Edificio Presidente Juárez.
Se dice que la fachada de la antigua ermita quedó como la pared posterior de la sacristía y aún se puede observar este cuarto. Mientras avanzaban las obras el culto a la virgen se vio cada vez más difícil, hasta que el cabildo ordenó suspenderlo hasta que se terminara la construcción del nuevo santuario. Se trasladaron las imágenes de la virgen y otros santos, ornamentos entre otros objetos a la Iglesia de la Compañía donde permanecieron hasta 1800. Cuando hicieron falta recursos para terminar la obra Cleere hizo un llamado a la población para recaudar fondos. En 1776 Cleere fue llamado para ocupar un cargo de hacienda en la Ciudad de México y así dejó las obras. Ya para 1799 estaban casi completadas las obras, terminada el interior pero aun faltando las torres y la casa destinada para el capellán y los miembros del cabildo.
El 13 de octubre de 1800 ocurrió la dedicación del templo. Fue presenciada por algunas figuras importantes como Ignacio Allende quien dirigió un regimiento de tropas para los festejos y el cura Miguel Hidalgo y Costilla quien ofició la primera misa. El cabildo entre abril y septiembre de 1800 derribo milpas y solares que obstruian el paso en Calzada de Guadalupe desde el Convento de la Merced y el santuario. Desde ahí queda recta la calzada y se edificaron fincas en el Barrio de San Miguelito que se ubica en el poniente y el Barrio de San Sebastián que se ubica en el oriente. En 1831 se colocaron álamos y se construyó la Caja del Agua y otras fuentes bajo la dirección del ingeniero Juan N. Sarabia. En 1846 fue ocupado por un cuerpo del ejército por órdenes de Antonio López de Santa Anna durante la intervención estadounidense en México. La calzada fue pavimentada entre 1854 y 1855. Con las Leyes de Reforma el ayuntamiento ya no pudo patrocinar el santuario debido a la separación de iglesia y estado entonces se nombró una junta para ello. Durante el Segundo Imperio mexicano entre 1861 y 1863 el ayuntamiento volvió a patrocinar el santuario pero no duró. Fue utilizada por parte de los franceses de 1864 a 1867, como cuartel y bodega, continuando así cuando llegaron los liberales.
En 1871 los vecinos de la ciudad le pidieron al general Mariano Escobedo que devolviera el santuario al culto religioso. Desde ahí se inició la restauración y se construyó el altar neoclásico. Fue devuelta la imagen de la virgen que data de 1838. Fue consagrada el templo en 1903. Su fachada es de estilo barroco novohispano y neoclásico logrando una composición única, en la entrada mixtilíneo en una portada convexa. Las columnas son de diferentes alturas y engalanadas con fajas y festones. Sus torres de tres cuerpos, con 53 m, son las más elevadas de la ciudad. El altar mayor de estilo neoclásico fue construido en 1871. La sacristía cuenta con pinturas de las catorce estaciones del vía crucis de Francisco P. Herrera.